# フォトぶら
『フォトぶら』は、関西テレビで2018年4月7日から2020年3月28日まで放送されていたバラエティ番組である。開始当初から2019年6月22日までの番組名は『雨上がりのフォトぶら♪』（あめあがりのフォトぶら）。

## 概要
前々番組『雨上がり食楽部』および前番組『雨上がりのナニモン!?』に続く雨上がり決死隊を冠番組として起用した、前番組同様ロケVTRメインのバラエティ番組として開始した。
本番組は、雨上がり決死隊（2019年7月以降は蛍原徹）と馬場園梓（アジアン）とお相手芸人とゲストが気になっている写真を求めて、街を歩くといった内容である。
2019年6月24日、出演者の一人だった宮迫博之が闇営業問題で所属事務所・吉本興業から当面の間芸能活動謹慎処分を受けたことに伴い、6月29日の放送を休止（代替番組としてフジテレビ制作の『もしもツアーズ』を臨時ネット）。同日放送予定だった（ゲスト・香西かおり、場所・高槻）はお蔵入り。翌週7月6日の放送からは雨上がりの冠を外し『フォトぶら』にタイトルを改めた。宮迫は7月19日に吉本から契約解消された。2020年3月28日を最後に終了。後番組は、『フットマップ〜今すぐ行きたい!エエとこツアー〜』となりこちらも旅番組となる。MCは、フットボールアワー。
放送終了後の2021年6月3日アジアンが解散。8月17日には雨上がり決死隊が解散したため、出演していた3人ともがピン芸人として活動する。

## 出演者
- 雨上がり決死隊
  - 蛍原徹
  - 宮迫博之 - 2019年6月まで出演。
- 馬場園梓（当時:アジアン）

## 放送リスト
| 回 | 放送日                       | ゲスト                                            | お相手                                 | 場所                             | 備考                             |
| -- | ---------------------------- | ------------------------------------------------- | -------------------------------------- | -------------------------------- | -------------------------------- |
| 1  | 2018年（平成30年） 04月07日  | 関根勤                                            | 宮迫博之                               | 有馬温泉                         |                                  |
| 2  | 04月14日                     | 羽野晶紀                                          | 宮迫博之                               | 宇治                             |                                  |
| 3  | 04月21日                     | 本田望結                                          | 宮迫博之                               | 枚方                             |                                  |
| 4  | 04月28日                     | つるの剛士                                        | 宮迫博之                               | 西宮北口                         |                                  |
| 5  | 05月05日                     | 原田龍二                                          | 宮迫博之                               | 天王寺                           |                                  |
| 6  | 05月12日                     | アンミカ                                          | 宮迫博之                               | 宝塚                             |                                  |
| 7  | 05月19日                     | アンミカ                                          | 宮迫博之                               | 宝塚                             |                                  |
| 8  | 05月26日                     | 磯山さやか                                        | 宮迫博之                               | 篠山                             |                                  |
| 9  | 06月02日                     | 磯山さやか                                        | 宮迫博之                               | 篠山                             |                                  |
| 10 | 06月09日                     | 篠原信一                                          | 宮迫博之                               | 奈良公園                         |                                  |
| 11 | 06月16日                     | 天童よしみ                                        | 宮迫博之                               | 八尾                             |                                  |
| 12 | 06月23日                     | 西村和彦                                          | 宮迫博之                               | 伏見                             |                                  |
| 13 | 06月30日                     | 松本伊代                                          | 宮迫博之                               | 茨木                             |                                  |
| 14 | 07月07日                     | 舟山久美子                                        | 宮迫博之                               | 三宮                             |                                  |
| 15 | 07月14日                     | 国生さゆり                                        | 宮迫博之                               | 明石                             |                                  |
| 16 | 07月28日                     | 松本明子                                          | 宮迫博之                               | 淡路島                           |                                  |
| 17 | 08月04日                     | 松本明子                                          | 宮迫博之                               | 淡路島                           |                                  |
| 18 | 08月11日                     | 西田ひかる                                        | 宮迫博之                               | 亀岡                             |                                  |
| 19 | 08月18日                     | 土田晃之                                          | 宮迫博之                               | 嵐山                             |                                  |
| 20 | 08月25日                     | 熊切あさ美                                        | 宮迫博之                               | 尼崎                             |                                  |
| 21 | 09月01日                     | 渡辺徹                                            | 宮迫博之                               | 大津                             |                                  |
| 22 | 09月15日                     | 堀ちえみ                                          | 宮迫博之                               | 堺                               |                                  |
| 23 | 09月22日                     | 橋本マナミ                                        | 宮迫博之                               | 彦根                             |                                  |
| 24 | 09月29日                     | 雛形あきこ                                        | 宮迫博之                               | 玉造                             |                                  |
| 25 | 10月06日                     | 井森美幸                                          | 宮迫博之                               | 松屋町                           |                                  |
| 26 | 10月13日                     | おのののか                                        | 宮迫博之                               | 京都                             |                                  |
| 27 | 10月20日                     | 篠原ともえ                                        | 宮迫博之                               | 岡崎                             |                                  |
| 28 | 10月27日                     | スザンヌ                                          | 宮迫博之                               | 新大阪駅周辺                     |                                  |
| 29 | 11月03日                     | 彦摩呂                                            | 宮迫博之                               | 東大阪                           |                                  |
| 30 | 11月10日                     | 榊原郁恵                                          | 宮迫博之                               | 大阪南港                         |                                  |
| 31 | 11月17日                     | 板野友美                                          | 宮迫博之                               | 堀江                             |                                  |
| 32 | 11月24日                     | 的場浩司                                          | 宮迫博之                               | 池田                             |                                  |
| 33 | 12月01日                     | 佐藤仁美                                          | 宮迫博之                               | 吹田                             |                                  |
| 34 | 12月08日                     | 河北麻友子                                        | 宮迫博之                               | 箕面                             |                                  |
| 35 | 12月15日                     | 真壁刀義                                          | 宮迫博之                               | 新町                             |                                  |
| 36 | 12月22日                     | 安田美沙子                                        | 宮迫博之                               | 大宮                             |                                  |
| SP | 12月27日                     | 浅尾美和 武田修宏 磯山さやか ゆりやんレトリィバァ | 宮迫博之                               | 伊勢                             | 年末SPとして9:50 - 11:25に放送。 |
| 37 | 2019年（平成31年） 01月012日 | 東幹久                                            | 宮迫博之                               | 北山                             |                                  |
| 38 | 01月19日                     | 渡辺美奈代                                        | 宮迫博之                               | 姫路                             |                                  |
| 39 | 01月26日                     | 渡辺美奈代                                        | 宮迫博之                               | 姫路                             |                                  |
| 40 | 02月02日                     | 辺見えみり                                        | 宮迫博之                               | 大阪城周辺                       |                                  |
| 41 | 02月09日                     | 川合俊一                                          | 宮迫博之                               | 天下茶屋                         |                                  |
| 42 | 02月16日                     | 金村義明                                          | 宮迫博之                               | 藤井寺                           |                                  |
| 43 | 02月23日                     | 岡井千聖                                          | 宮迫博之                               | 本町                             |                                  |
| 44 | 03月02日                     | 島崎和歌子                                        | 宮迫博之                               | 長田                             |                                  |
| 45 | 03月09日                     | 南野陽子                                          | 宮迫博之                               | 伊丹                             |                                  |
| 46 | 03月16日                     | 野々村真                                          | 宮迫博之                               | 三田                             |                                  |
| 47 | 04月13日                     | はいだしょうこ                                    | 宮迫博之                               | 大阪・四條畷                     |                                  |
| 48 | 04月20日                     | 和田ちゃん（女と男） 小林豊（BOYS AND MEN)        | 宮迫博之                               | 奈良・大和郡山                   |                                  |
| 49 | 04月27日                     | 松本伊代 稲村亜美                                 | 宮迫博之                               | 奈良・吉野                       |                                  |
| 50 | 2019年（令和元年） 05月4日   | 西山茉希                                          | 宮迫博之                               | 十三                             |                                  |
| 51 | 05月11日                     | 東尾理子                                          | 宮迫博之                               | 長居                             |                                  |
| 52 | 05月18日                     | 桝田絵理奈                                        | 宮迫博之                               | 天満橋                           |                                  |
| 53 | 05月25日                     | モト冬樹                                          | 宮迫博之                               | 弁天町                           |                                  |
| 54 | 06月1日                      | 木佐彩子                                          | 宮迫博之                               | 京都・祇園                       |                                  |
| 55 | 06月8日                      | 木佐彩子                                          | 宮迫博之                               | 京都・祇園                       |                                  |
| 56 | 06月15日                     | 松崎しげる                                        | 宮迫博之                               | 兵庫・元町                       |                                  |
| 57 | 06月22日                     | 下柳剛                                            | 宮迫博之                               | 兵庫・芦屋                       |                                  |
| 58 | 07月6日                      | 具志堅用高                                        | かまいたち（濱家隆一・山内健司）       | 和歌山                           |                                  |
| 59 | 07月13日                     | 佐々木健介                                        | 川島明（麒麟）                         | 岸和田                           |                                  |
| 60 | 07月20日                     | 清水ミチコ                                        | 藤井隆                                 | 堺市                             |                                  |
| 61 | 07月27日                     | 磯野貴理子                                        | かまいたち                             | 大正                             |                                  |
| 62 | 08月3日                      | 井上和香                                          | JOY                                    | 京都・北野白梅町                 |                                  |
| 63 | 08月10日                     | 千秋                                              | 品川祐（品川庄司）                     | 京都・太秦                       |                                  |
| 64 | 08月17日                     | 布川敏和                                          | TKO（木本武宏・木下隆行）              | 滋賀・長浜                       |                                  |
| 65 | 08月24日                     | ナジャ・グランディーバ                            | 藤本敏史（FUJIWARA）                   | 滋賀・近江八幡                   |                                  |
| 66 | 08月31日                     | 松井珠理奈（SKE48）                               | 後藤輝基（フットボールアワー）         | 西心斎橋・南船場                 |                                  |
| 67 | 09月7日                      | 八嶋智人                                          | 原口あきまさ                           | 上本町                           |                                  |
| 68 | 09月14日                     | はるな愛                                          | 藤井隆                                 | 豊中                             |                                  |
| 69 | 09月21日                     | 高橋真麻                                          | 木村祐一                               | 寝屋川                           |                                  |
| 70 | 09月28日                     | 関本賢太郎                                        | 陣内智則                               | 兵庫・甲子園                     |                                  |
| 71 | 010月5日                     | 小林よしひさ                                      | テンダラー（白川悟実・浜本広晃）       | 神戸・東灘                       |                                  |
| 72 | 010月12日                    | 濱田龍臣                                          | かまいたち                             | 京都・出町柳                     |                                  |
| 73 | 010月26日                    | ダレノガレ明美                                    | 川島明                                 | 京都・東山                       |                                  |
| 74 | 011月9日                     | 高橋ひとみ                                        | 藤本敏史                               | 門真                             |                                  |
| 75 | 011月16日                    | ゆきぽよ                                          | アキナ（秋山賢太・山名文和）           | 中崎町                           |                                  |
| 76 | 011月23日                    | 酒井美紀                                          | JOY                                    | 京都・烏丸                       |                                  |
| 77 | 011月30日                    | IMALU                                             | 今田耕司                               | 京都駅周辺                       |                                  |
| 78 | 012月7日                     | 香西かおり                                        | 川島明                                 | 奈良・明日香村                   |                                  |
| 79 | 012月14日                    | 保田圭                                            | カミナリ（竹内まなぶ・石田たくみ）     | 奈良市                           |                                  |
| 80 | 012月21日                    | 峯岸みなみ（AKB48）                               | テンダラー                             | 生野                             |                                  |
| 81 | 2020年（令和2年） 01月11日   | 濱田マリ                                          | ダイアン（ユースケ・津田篤宏）         | 住吉                             |                                  |
| 82 | 01月18日                     | 鈴木紗理奈                                        | 矢部浩之（ナインティナイン）           | 難波                             |                                  |
| 83 | 01月25日                     | 鈴木紗理奈                                        | 矢部浩之（ナインティナイン）           | 難波                             |                                  |
| 84 | 02月1日                      | 武井壮                                            | おかずクラブ（オカリナ・ゆいP）        | 神戸・須磨                       |                                  |
| 85 | 02月8日                      | 伊原六花                                          | かまいたち                             | 泉佐野                           |                                  |
| 86 | 02月15日                     | 谷村美月                                          | 藤本敏史                               | 阪急今津線周辺                   |                                  |
| 87 | 02月22日                     | 堀田茜                                            | 尼神インター（渚・誠子）               | 中津                             |                                  |
| 88 | 02月29日                     | 尾木直樹                                          | アキナ                                 | 滋賀・草津                       |                                  |
| 89 | 03月7日                      | 山村紅葉                                          | 桂三度                                 | 京都・一乗寺                     |                                  |
| 90 | 03月14日                     | かたせ梨乃                                        | トレンディエンジェル（たかし・斎藤司） | 鶴見緑地                         |                                  |
| 91 | 03月21日                     | 南明奈                                            | ミサイルマン（岩部彰・西代洋）         | ユニバーサル・スタジオ・ジャパン |                                  |
| 92 | 03月28日                     | 柴田理恵                                          | テンダラー                             | 天神橋筋商店街                   |                                  |

## ネット局
| 放送対象地域 | 放送局              | 系列           | 放送日時           | ネット状況 | 備考     |
| ------------ | ------------------- | -------------- | ------------------ | ---------- | -------- |
| 近畿広域圏   | 関西テレビ（KTV）   | フジテレビ系列 | 土曜 18:30 - 19:00 | 制作局     | 制作局   |
| 鹿児島県     | 鹿児島テレビ（KTS） | フジテレビ系列 | 日曜 8:30 - 9:00   | 遅れネット |          |
| 石川県       | 石川テレビ（ITC）   | フジテレビ系列 | 不定期放送         | 遅れネット | [ 注 1 ] |
| 三重県       | 三重テレビ（MTV）   | 独立局         | 木曜 15:00 - 15:30 | 遅れネット | [ 注 2 ] |
| 東京都       | TOKYO MX（MX）      | 独立局         | 水曜 8:00 - 8:30   | 遅れネット |          |

### 過去のネット局
- 富山テレビ（BBT） - 2018年10月14日より日曜 8:30 - 9:00に遅れネットされていたが、2019年3月31日で打ち切り[4]。

## スタッフ
- ナレーター：本田美樹
- 構成：佐久間貴司、根宜利彰
- リサーチ：田中文章、橋本洋介、神庭誠、丸尾雄希
- ロケCAM：藤松智哉
- LD：原口神明
- MIX：大林俊夫
- EED：塩見淳、高尾祐季
- MA：右見嘉英
- 宣伝：姫野健太（カンテレ）
- スタイリスト：Franc.
- メイク：ビーム
- 衣装協力：ライトオン、Soa、Stra Raggio、丸八服装
- 協力：ウエストワン、SOUND-K、CREA5、東京オフラインセンター、大阪共立、ビーオネスト、映像倶楽部
- AP：水流園修二（吉本興業）
- ディレクター：森脇芳史（CREA5）、堀江拓真（メディアプルポ）、對馬久織（映像倶楽部）、杉岡亮、須増宝代（メディアプルポ）
- 演出プロデューサー：西原久進（メディアプルポ）
- プロデューサー：居川大輔（カンテレ、2019年7月 - ）、亀井俊徳（吉本興業）
- 制作協力：吉本興業、メディアプルポ
- 制作著作：関西テレビ

### 過去のスタッフ
- プロデューサー：渡邉愛幸（カンテレ、2018年4月 - 2019年6月）、植田隆志（吉本興業）